# Ovatomyzus stachyos
Ovatomyzus stachyos är en insektsart som beskrevs av Hille Ris Lambers 1947. Ovatomyzus stachyos ingår i släktet Ovatomyzus och familjen långrörsbladlöss. Arten är reproducerande i Sverige. Inga underarter finns listade i Catalogue of Life.